# Gagik I
Gagik I, (in armeno: Գագիկ Ա) (... – 1020), è stato un sovrano armeno del Regno di Armenia.

## Biografia
Succedette a suo fratello Smbat II il Conquistatore (977-989). Durante il regno di Gagik, l'Armenia raggiunse il suo apice culturale.

### Governo
Gagik seguì le orme dei suoi predecessori per quanto attiene all'edificazione di chiese ed edifici religiosi nella sua capitale Ani. Dopo la sua morte, il suo figlio maggiore, Hovhannes-Smbat, fu incoronato re, mentre il suo figlio minore, Ashot, si ribellò contro Smbat e proclamò la sua indipendenza nel Regno di Lori-Dzoraget.

## Rinvenimenti archeologici
Uno dei principali progetti di Gagik fu la chiesa di San Gregorio in Ani (1001–10), vagamente modellata su Zvartnots. Durante lo scavo delle sue rovine effettuato da Nikolaj Marr, nel 1906, fu ritrovata in frammenti una grande statua del re Gagik che reggeva un modello della sua chiesa. La statua in origine era collocata in una nicchia alta della facciata settentrionale della chiesa. La si perse in circostanze non certe al termine della prima guerra mondiale. Solo alcune fotografie documentano il suo aspetto.
Un frammento superstite della statua è attualmente esposto presso il Museo Archeologico di Erzurum. Si ignorano modalità e data in cui il frammento giunse al Museo. Secondo il personale del museo, fu rinvenuto da qualche parte nei dintorni di Erzurum e lo scopritore lo portò al museo in automobile.